# تحررية يسارية

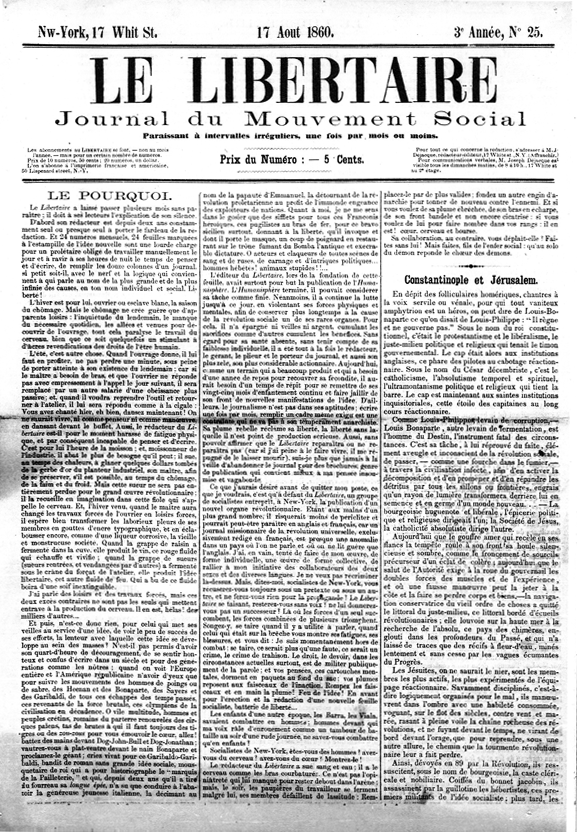

تشير التحررية اليسارية أو الليبرتارية اليسارية إلى عدة أساليب مرتبطة ولكنها منفصلة للنظرية السياسية والاجتماعية والتي تؤكد على الحرية السياسية والمساواة الاجتماعية. في الاستخدام الكلاسيكي، الليبرتارية اليسارية مساوية لأنواع معاداة السلطوية في اليسارية مثل الاشتراكية التحررية والتي تشمل اللاسلطوية والليبرتارية الماركسية وغيرهما. قد تشير الليبرتارية اليسارية أيضا إلى المناصب السياسية المرتبطة بالفلاسفة الأكاديميين أمثال هيليل شتاينر وفيليبي فان باريس وبيتر فالنتاين الذين يمزجون الملكية الشخصية بالمساواة في الموارد الطبيعية.
مع الحفاظ على الاحترام الكامل للملكية الخاصة، إلا أن الليبرتاريين اليساريين متشككون أو ضد الملكية الخاصة للموارد الطبيعية، معللين ذلك بأنه لا ادعاء ولا خلط عمل الفرد بالموارد الطبيعية يُعتبر كافيا لخلق حق كامل في الملكية وأنه يجب الحفاظ على الموارد الطبيعية (الأرض والبترول والذهب والمساحة الهوائية والطيف الكهرومغناطيسي) بطريقة متكافئة سواء غير ممتلكة أو ممتلكة جمعيا. الليبرتاريون اليساريون الذين يؤيدون حق الملكية الخاصة يفعلون ذلك تحت شرط تقديم التعويضات للمجتمع المحلي أو حتى المجتمع العالمي.
على الجانب الآخر، تميل اللاسلطوية اليسارية –والتي تشمل تبادل منفعة بيير جوزيف برودون، وأغورية صامويل إدوارد كونكن الثالث- إلى الاهتمامات اليسارية مثل المساواتية والنوع الاجتماعي والهوية الجنسية والطبقة الاجتماعية والهجرة وحماية البيئة على غرار السوق الاشتراكي الحر. في الولايات المتحدة، أصبحت كلمة «ليبرتارية» مرتبطة بالليبرتارية اليمينية بعدما توصل موراي روثبورد وكارل هيس إلى اليسار الجديد في الستينات. إلا أنه حتى ذلك الوقت، أصبح الاستخدام السياسي للكلمة مرتبطا حصريا بمناهضة الرأسمالية ولا تزال مثل هذه المؤسسات موجودة في معظم المناطق حول العالم.

## التعريف
يُستخدم مصطلح الليبرتارية اليسارية للإشارة إلى فلسفات اقتصاد سياسي مختلفة، والتي تؤكد على الحريات المدنية. طبقا لأحد المراجع فإن:

## التطرف الكلاسيكي الليبرالي
أسس الباحثون الليبرتاريون اليساريون المعاصرون أمثال هيليل شتاينر وبيتر فالنتاين وفيليبي فان باريس ومايكل أوتسوكا وديفيد إليرمن، أسسوا تكافؤا اقتصاديا في مفاهيم الليبرالية الكلاسيكية للملكية الشخصية والاقتطاع، حيث رأوا أنه من غير الشرعي لأي شخص أن يدعي الامتلاك الشخصي للموارد الطبيعية وأذى الغير، الحالة التي استفاض في شرحها جون لوك في كتاب أطروحتان عن الحكومة. رأي لوك أن الموارد الطبيعية يمكن اقتطاعها طالما كان فعل ذلك يقابل الشرط بأن تظل «جيدة وكافية للآخرين». في هذه الرؤية، تكون الموارد الطبيعية غير المقتطعة غير مملوكة أو مملوكة مشاعا وتكون الملكية الخاصة شرعية فقط إذا استطاع كل شخص أن يقتطع كمية مساوية أو إذا فُرضت ضرائب عليها لتعويض من تم استثناؤهم. يقف هذا الموقف في الجهة المعاكسة لموقف الليبرتاريين الآخرين الذي يدعون إلى حق من العمل في اقتطاع أجزاء غير متساوية من العالم الخارجي مثل الأراضي. يؤيد معظم الليبرتاريين اليساريين صورة ما من إعادة توزيع الريع الاقتصادي على الأراضي المخولة لكل فرد لتحقيق حصة متساوية من الموارد الطبيعية، كما يجادلون من أجل برامج الرعاية الاجتماعية من الدولة.
عرف الاقتصاديون منذ آدم سميث أن ضريبة قيمة الأرض –على عكس صور الضرائب الأخرى- لن تسبب عجزا اقتصاديا لأنها ستكون ضريبة تحررية أي ضريبة يدفعها الأغنياء بصورة أساسية والتي تزيد من المرتبات وتقلل اللامساواة الاقتصادية وتلغي دوافع إساءة استخدام العقارات وتقلل الضعف الذي يواجهه الاقتصاد من الديون وفقاعات التملك. من مؤيدي هذه الرؤية توماس بين وهربرت سبنسر وهوغو غروتيوس، إلا أن المصطلح أصبح أكثر شيوعا بواسطة الاقتصادي السياسي والمصلح الاقتصادي هنري جورج. اعتقد جورج أنه على الناس أن يمتلكوا ثمار أعمالهم وقيمة التحسينات التي يقومون بها، ولذا فقد كان معارضا للرسوم الجمركية وضريبة الدخل وضريبة المبيعات وضريبة الرؤوس وضريبة الأملاك (على التحسينات) وضريبة الإنتاج والاستهلاك ورأس المال. كان جورج من أشرس المدافعين عن الأسواق الحرة وقد قُرأ كتابه الحماية أو التجارة الحرة داخل جلسات الكونغرس في الولايات المتحدة.
أطلق التابعون الأوائل لفلسفة جورج على أنفسهم اسم «أصحاب الضرائب الأحادية» لأنهم اعتقدوا أن الضريبة الوحيدة ذات الشرعية الاقتصادية والأخلاقية هي ضريبة ريع الأرض. تم صياغة مصطلح «جورجية» لاحقا، على الرغم من أن بعض المناصرين المعاصرين يفضلون مصطلح جورجية، إلا أن البادئة geo في المصطلح (أرض باليونانية) قد يجعل المصطلح مبهما.

## اللا سلطوية
اللاسلطوية هي فلسفة سياسية تدعو إلى خلق مجتمع منعدم الدولة يتسم بمؤسسات تطوعية ذاتية الحكم غير طبقية. تطورت اللاسلطوية في القرن التاسع عشر من الأفكار العلمانية أو الدينية في عصر التنوير، خاصة مناقشات جان جاك روسو من أجل المركزية الأخلاقية للحرية.
كجزء من الاضرابات السياسية في تسعينات القرن الثامن عشر وفي مطلع الثورة الفرنسية، طور ويليام غودوين أول تعبير عن الفكر اللا سلطوي الحديث. طبقا للا سلطوي بيتر كروبوتكين، فإن غودوين هو «أول من صاغ المفاهيم السياسية والاقتصادية للا سلطوية، على الرغم من أنه لم يعط هذا الاسم للأفكار التي طورها في عمله». بدلا من ذلك، فقد قام غودوين بربط أفكاره بالأفكار السابقة لإدموند بيرك. يُعتبر غودوين بشكل عام هو مؤسس اللا سلطوية الفلسفية. جادل غودوين في تحري حول العدالة السياسية أن للحكومة تأثيرا سيئا على المجتمع وأنها تخلّد الاتكالية والجهل. اعتقد غودوين أن زيادة المنطق سيؤدي في النهاية إلى اختفاء الحكومة كقوة غير ضرورية. على الرغم من أن غودوين لم يقدم للدولة شرعية أخلاقية، إلا أنه كان ضد استخدام التكتيكات الثورية لإزالة الحكومة من السلطة. بدلا من ذلك، فقد دعا إلى إزالة الحكومة من خلال عملية تطور سلمي. قاد غودوين كراهيته لتكليف المجتمع المحكوم إلى استنكار –كصورة «للاستعباد العقلي» للشعوب- أسس القانون والحق في الملكية وحتى مؤسسة الزواج. اعتبر غودوين أن الأسس الرئيسية للمجتمع تقيد التطور الطبيعي للأفراد في استخدام قوتهم في التفكير للوصول إلى طرق متبادلة المنفعة من المؤسسات الاجتماعية. في كل الحالات، أظهر أن الحكومة ومؤسساتها تقيد تطور قدراتنا على الحياة بصورة كاملة من خلال الممارسة الكاملة للحكم الخاص.